# سياسة التبغ في أرمينيا

علامة عالمية لعدم التدخين

سياسة التبغ في أرمينيا هي محاولة من قبل السلطات الأرمنية لتنظيم التدخين في أرمينيا. يتم التحكم في قوانين التبغ واللوائح من قبل وزارة الصحة في أرمينيا. يميل رجال الأرمن إلى أن يكونوا أكثر مستخدمي للتبغ حيث يدخن 42.5٪ من الرجال فوق سن الخامسة عشرة.

## ظهور قانون مكافحة التبغ
وفقا لمنظمة الصحة العالمية (WHO) ، فإن عوامل الخطر الصحية الثلاثة الرئيسية في أرمينيا هي:
•تعاطي الكحول
•إصابات المرور على الطرق
•واستخدام التبغ.
أرمينيا تحتل المرتبة الأولى في أوروبا والسادسة في العالم مع أكثر من 70٪. من السكان الذين يدخنون السجائر. في عام 2004 ، انضمت أرمينيا إلى اتفاقية منظمة الصحة العالمية الإطارية بشأن مكافحة التبغ (FCTC) وتمت الموافقة على البرنامج الوطني للتبغ من قبل البرلمان الأرمني. تم اقتراح مشروع قانون لإلغاء ترويج منتجات التبغ وبيعها للقُصَّر وحظر التدخين في الأماكن العامة (مثل الجامعات والمستشفيات) ، وفرض أنظمة أكثر صارمة على شركات التبغ ورفع الأسعار على جميع منتجات التبغ لتعزيز أنماط الحياة الصحية بين جميع الأفراد في البلد.
تم توقيع أول «قانون وطني لمكافحة التبغ بشأن إدرار التبغ والاستهلاك والإنتاج والقيود المفروضة على الاستخدام» في عام 2005 من قبل الرئيس روبرت كوتشاريان. على الرغم من أن القانون المعمول به لمنع التدخين في الأماكن العامة، وتنظيم توزيع السجائر من قبل الشركات المصنعة، وتحسين الصحة العامة والوعي بالمخاطر الصحية الناجمة عن الافتقار إلى التدخين قد جعل هذا القانون غير ناجح.

## التدخين بين الرجال والنساء والمراهقين
يشيع استخدام التبغ في أرمينيا في الرجال على الرغم من أنه على مر السنين، بدأت النساء في تدخين السجائر كذلك، مما سمح ببناء سوق جديد موجه نحو المدخنات. وفقا لأحدث تقارير منظمة الصحة العالمية، فإن ما يقدر ب 52.5 ٪ من الرجال 1.5 ٪ من النساء فوق سن 15 من المدخنين. ومع انتشار التدخين بين النساء، تُمنح لشركات التبغ فرصة لسوق جديد يستهدف مدخنات الإناث. تنتج شركات التبغ الكبيرة سجائر ذات نكهة رقيقة وملونة ومنثول مصممة خصيصًا للمدخنات. على الرغم من وجود حظر على بيع منتجات التبغ والإعلان عنها لمن هم دون السن القانونية (تحت سن 18) ، بدأ المراهقون في التدخين بمعدلات أعلى، بدءاً من سن الثالثة عشرة بسبب عدم تنفيذ هذا المنع. أدى هذا الاتجاه المتزايد في دخان السجائر إلى مخاطر صحية كبيرة مثل أمراض الرئة المختلفة، وخطر الإصابة بالأزمات القلبية، وزيادة خطر الإصابة بالأورام الخبيثة والحساسية.

## اللائحة التنفيذية لتسويق منتجات التبغ وحل قضايا المستهلك غير المطورة
وفقًا لمتطلبات FCTC ، فرض أيضًا قانون عام 2005 الذي وقعه الرئيس كوتشاريان لوائح حول الإعلان العام لمنتجات التبغ واقترح فرض حظر كامل على الإعلانات بحلول عام 2010. ووفقًا لمتطلبات FCTC ، يفرض القانون أيضًا وضع العلامات المناسبة لحزم السجائر لإبلاغ الجمهور حول المخاطر الصحية المرتبطة بالتدخين. تقول علامة التحذيرية على علب السجائر «التدخين هو الصحة الخطرة» ويعمل كعلامة تحذير للمدخنين.

## وزارة الصحة ومستقبل سياسة مكافحة التبغ في أرمينيا
ساهمت وزارة الصحة في أرمينيا في السيطرة على القوانين واللوائح المرتبطة باستخدام التبغ. واعتبارا من عام 2016 ، كان الوزير الحالي للقسم هو ليفون ألتونيان. وتعتزم الوزارة وضع لوائح أكثر صرامة بشأن إنتاج جميع منتجات التبغ وبيعها واستهلاكها كما أبلغ عنها السيد ألتونيان مؤخراً.